# Tom Price (Australia)
Tom Price – miasto w Australii, w stanie Australia Zachodnia.